# آنتراتسیت
آنتراتسیت (به اوکراینی: Антрацит) در استان لوهانسک در کشور اوکراین واقع شده‌است. آب و هوایی سرد دارد. جمعیت این شهر ۵۲,۳۵۳ نفر (۲۰۲۱ تخمینی) است.